# Oxalis colchaguensis
Oxalis colchaguensis är en harsyreväxtart som beskrevs av A. Lourteig. Oxalis colchaguensis ingår i släktet oxalisar, och familjen harsyreväxter. Inga underarter finns listade i Catalogue of Life.